# Lamiopsis temminckii
Requin à grandes ailes
Espèce
Répartition géographique
Statut de conservation UICN

 EN A2d+3d : En danger
Lamiopsis temminckii est une espèce de requins de la famille des Carcharhinidae.
Il vit dans l'océan Indien et le Pacifique ouest, jusqu'à -50 mètres. Il peut atteindre 1,70 mètre de long.

## Distribution
Ce taxon se rencontre dans les pays suivants : Bangladesh, Birmanie, Inde, Pakistan.
La présence de ce taxon est incertaine dans les pays suivants : Indonésie, Thaïlande.

## Systématique
Le nom valide complet (avec auteur) de ce taxon est Lamiopsis temminckii (Müller & Henle, 1839).
L'espèce a été initialement classée dans le genre Carcharias sous le protonyme Carcharias temminckii Müller & Henle, 1839.
Ce taxon porte en français les noms vernaculaires ou normalisés suivants : Requin grandes ailes,, Requin limon faucille.
Lamiopsis temminckii a pour synonymes :
- Carcharhinus microphthalmus Chu, 1960
- Carcharhinus temmincki (Müller & Henle, 1839)
- Carcharias temminckii Müller & Henle, 1839
- Eulamia temmincki (Müller & Henle, 1839)
- Lamiopsis temmincki (Müller & Henle, 1839)